# Aéroport international de Kaohsiung
L'aéroport international de Kaohsiung (en chinois traditionnel : 高雄國際機場) (IATA: KHH, ICAO: RCKH) est un aéroport de taille moyenne situé dans le district de Siaogang de la ville de Kaohsiung à Taïwan.
L'aéroport international de Kaohsiung est le deuxième aéroport de Taïwan du point de vue du trafic.  

## Situation
| \| 20 km1:1 721 000 \| Taipei-Taoyuan Taipei Songshan Kaohsiung Taichung Tainan Hualien Chiayi Lutao Hengchun Kinmen Magong Beigan Nangan Lanyu · île des Orchidées Pingtung Tchimeï Taitung Wangan |
| 20 km1:1 721 000 |

## Statistiques
Pour des raisons techniques, il est temporairement impossible d'afficher le graphique qui aurait dû être présenté ici.

Voir la requête brute et les sources sur Wikidata.

## Compagnies aériennes et destinations
| Compagnies              | Destinations | Ref   |
| ----------------------- | --- | ----- |
| AirAsia                 | Kuala Lumpur |       |
| Air Busan               | Pusan-Gimhae, Séoul-Incheon |       |
| Air Macau               | Macao |       |
| Asiana Airlines         | Séoul-Incheon | ,     |
| Cathay Dragon           | Hong Kong |       |
| China Airlines          | Bangkok-Suvarnabhumi, Pékin-Capitale, Hong Kong, Kumamoto, Manille-N. Aquino, Okinawa-Naha, Osaka-Kansai, Shin-Chitose, Séoul-Incheon, Shanghai-Pudong, Shenzhen-Bao'an, Singapour-Changi, Tokyo-Narita |       |
| China Eastern Airlines  | Nanchang-Changbei, Nankin, Wuhan, Wuxi/Suzhou |       |
| China Southern Airlines | Wuhan |       |
| Daily Air               | Tchimeï, Wang-an (en) |       |
| Eastar Jet              | Séoul-Incheon | [ 5 ] |
| EVA Air                 | Fukuoka, Canton-Baiyun, Macao, Ningbo, Osaka-Kansai, Séoul-Incheon, Shanghai-Pudong, Tokyo-Narita |       |
| Fly Gangwon             | Yangyang | [ 6 ] |
| Japan Airlines          | Tokyo-Narita |       |
| Jeju Air                | Jeju, Séoul-Incheon |       |
| Jetstar Pacific         | Đà Nẵng | [ 8 ] |
| Juneyao Airlines        | Shanghai-Pudong |       |
| Mandarin Airlines       | Changsha, Hangzhou-Xiaoshan, Hong Kong, Hualien, Magong, Xiamen-Gaoqi |       |
| Peach                   | Okinawa-Naha, Osaka-Kansai, Tokyo-Narita |       |
| Philippines AirAsia     | Mactan-Cebu, Clark, Manille-N. Aquino |       |
| Scoot                   | Osaka-Kansai, Singapour-Changi |       |
| Spring Airlines         | Ningbo, Shanghai-Pudong |       |
| Thai Eastar Jet         | Bangkok-Suvarnabhumi | [ 9 ] |
| Thai Smile              | Bangkok-Suvarnabhumi, Chiang Mai |       |
| Tigerair Taiwan         | Fukuoka, Macao, Nagoya-Chūbu, Okinawa-Naha, Osaka-Kansai, Tokyo-Narita |       |
| T'way Airlines          | Pusan-Gimhae, Séoul-Incheon |       |
| Uni Air                 | Fuzhou-Chánglè, Hangzhou-Xiaoshan, Kinmen, Kunming-Changshui, Magong, Qingdao-Jiaodong, Wuxi/Suzhou |       |
| Vietjet Air             | Hanoï-Nội Bài, Hô Chi Minh Ville (Tân Sơn Nhất) |       |
| Vietnam Airlines        | Hanoï-Nội Bài, Hô Chi Minh Ville (Tân Sơn Nhất) Charter : Cần Thơ |       |
| XiamenAir               | Fuzhou-Chánglè, Quanzhou Jinjiang, Xiamen-Gaoqi |       |

Édité le 31/01/2020